# Jass
Le jass (prononcé : /jas/) est un jeu de cartes très populaire en Suisse, au Liechtenstein, dans le Vorarlberg, le Sud de l’Allemagne et l’Alsace. En Suisse, il est parfois qualifié de sport national .
Très proche de la belote (dont il est l'ancêtre), il se joue avec un jeu de trente-six cartes traditionnelles, de l’as au six, et peut se pratiquer avec les cartes françaises, allemandes ou autrichiennes chacune avec leurs enseignes spécifiques. Traditionnellement, les cartes françaises sont utilisées en Suisse romande et en Suisse alémanique à l'ouest de la ligne Brunig-Napf-Reuss, les cartes allemandes à l'est.
De nombreuses variantes du jeu existent; la plus courante est le chibre, dans laquelle deux équipes de deux joueurs s'affrontent.

## Historique
Le jass a été introduit en Suisse par des soldats étrangers; la première trace du jeu date de 1796, à Siblingen (Canton de Schaffhouse). À partir du XIXe siècle, il se répand dans l'ensemble de la Suisse et devient le jeu de cartes le plus populaire du pays.
Le premier règlement du jeu parut après 1900, publié par un cafetier fribourgeois, du nom de Jean-Nicolas Ramstein.

## Variantes
Le chibre, un jeu à quatre joueurs formant deux équipes de deux joueurs, est la variante la plus jouée du jass, mais il en existe plusieurs dizaines, allant de 2 à 6 joueurs, incluant par exemple:
- le oben-abe (de haut en bas) : jouée principalement en Suisse alémanique mais peu connue des Suisses romands. Les règles du jeu sont similaires au jass classique mais il n'y a pas d'atout. Pour compenser le fait qu'il n'y a pas de Buur ni de Nell, les 8 valent tous 8 points, afin que le total habituel de 157 points soit toujours valable. À l'image d'un pique-double, les points totaux sont en principe triplés.
- le unden-ufe (de bas en haut) : tout comme pour le oben-abe, il n'y a pas d'atout et les 8 valent tous 8 points, afin que le total habituel de 157 points soit toujours valable. Le unden-ufe se joue comme le oben-abe, mais les plus petites cartes sont plus fortes que les grandes. Ainsi, les 6 seront imbattables. De plus, les annonces sont aussi inversées : trois cartes à 8 battent trois cartes à l'as. Généralement, les 6 valent 11 points et les as 0 point, les joueurs devant se mettre d'accord. Les points totaux sont ici aussi en principe triplés.
- l’estimation, la différence, ou le Jass coinché
- le zig-zag,
- le Bandoure (de l’allemand Pandur),
- le brouc,
- la mise, ou roi, qui se joue à un nombre impair de joueurs (3 ou 5)
- la pomme, connue aussi sous le nom de poutz (masculin) ou de poutze (féminin).
- le tutti : variante principalement jouée dans le Haut-Valais.
- la misère, dont le but est de réaliser le moins de points possibles.
- le Sidi : variante dans laquelle les joueurs misent au début de la manche le nombre de points prévus s'ils faisaient atout. Si les joueurs qui ont remporté la mise (misé le plus haut) ont obtenu le nombre de points prévu, ce nombre de points leur est donné, sinon il est donné à l'équipe adverse
- le quoifaire, ou coiffeur (jeu réunissant : les atouts, le oben-abe, le unte-ufe, le zig-zag, le 3×3, la misère et une dixième catégorie à choix).
- le 8 de Martinique (communément nommé le 8 de Martigny dans le canton du Valais): Se joue comme le chibre, à la seule différence que le 8 d'atout (dit « de Martinique ») est plus fort que le Buur, uniquement s'il est joué dans le pli après que ce dernier a été joué. Dans tous les autres plis, le 8 n'est pas considéré « de Martinique » et est joué normalement.[réf. nécessaire]

Une variante particulière, le Jass coinché s’inspire de la Belote bridgée et ajoute la notion de contrat déterminé selon une séquence d’enchère où chaque équipe mise à son tour un nombre de points qu’elle pense réaliser avec l’atout qu’elle annonce.
La variante la plus complète au Jass - le Sidi - consiste à permettre à chacune des deux équipes de deux de choisir la meilleure option en fonction des cartes reçues et de réduire ainsi la part du hasard : atout, oben-abe (de haut en bas), unden-ufe (de bas en haut), zig-zag ou misère. Le tour commence par les enchères. Chaque joueuse mise ses points possibles en annonçant l'option qui lui convient et le nombre de points : on commence par 50 et la joueuse suivante doit surenchérir par dix ou plusieurs dizaines. Si elle ne souhaite pas enchérir, elle dit « je passe ». Les enchères peuvent monter jusqu'à 150, 157, 257 (match). Généralement, elles s'arrêtent avant, sur la dernière joueuse si tous les autres ont dit « je passe ». Celle-ci tente ensuite de faire les points misés avec l'option annoncée. A la fin du tour, chaque équipe engrange ses points. Les points de la mise annoncée reviennent à l'équipe qui a réussi à l'atteindre. À défaut, les points de la mise vont à l'équipe adverse. Si une enchère semble fantaisiste, l'équipe adverse peut la contrer : le tour se joue alors et les points de la mise contrée comptent double.
Le pique double est autre une variante du Jass, pour lequel le but est d'atteindre 1 500 points au lieu des 1 000 points habituellement usités. En outre, bien que le jeu se déroule de façon identique, le « pique double » est particularisé par le doublement de tous les points de la partie pour les deux équipes dans le cas d'un choix et/ou d'une annonce de l'atout Pique par l'une des équipes.

## Vocabulaire
En Suisse, le jass est pratiqué dans toutes les régions linguistiques, aussi bien dans la partie francophone que germanophone ou italophone. Il existe de légères différences de vocabulaire selon les régions, mais une bonne partie du jargon technique du jeu a sa source dans le dialecte suisse allemand.
La plie, terme régional de Suisse romande, est l’équivalent du pli ou de la levée

## Règles de base
Ces règles peuvent changer d'une variante du jeu à l'autre, mais sont généralement les plus communes. Le but du jeu est le plus souvent de remporter le plus de plies possibles, afin d'obtenir les points attribués aux cartes remportées.

### Valeur des cartes
Dans chaque couleur, les cartes sont ordonnées de la manière suivante (de la plus faible à la plus forte): le six, le sept, le huit, le neuf, le dix, le valet, la dame, le roi et l’as.
Une couleur est désignée « atout » au début d’une donne, et elle possède un ordonnancement différent: le six, le sept, le huit, le dix, la dame, le roi, l’as, le neuf (le nell) et enfin le valet (le bauer, buur en dialecte, prononcé bour, soit le paysan).
Au moment de compter les points, les six, sept, huit et neuf valent 0 point (sauf si le neuf est atout), le dix 10 points, le valet 2 points (sauf si le valet est atout), la dame 3 points, le roi 4 points et l’as 11 points. Le neuf d'atout, le nell, vaut 14 points, et le valet d'atout (le buur) 20 points.
Le total de points d’une donne est de 157 points, y.c. 5 points donnés à l’équipe qui ramasse la dernière plie, et appelé « cinq de der ».

### Annonces
Les annonces correspondent à des séries particulières de cartes dans le jeu d'un joueur, qui sont généralement annoncées lorsqu'un joueur pose sa première carte de la donne et rapportent des points supplémentaires.
Les annonces possibles sont les suivantes :
- trois cartes consécutives de la même couleur, on annonce Trois cartes ! et la valeur est 20 points ;
- quatre cartes consécutives de la même couleur, on annonce Cinquante ! et la valeur est 50 points ;
- cinq cartes consécutives, ou plus, de la même couleur, on annonce Cent ! et la valeur est 100 points ;
- quatre cartes identiques, seulement pour les 4 dix, 4 dames, 4 rois et 4 as), on annonce Cent ! et la valeur est 100 points ;
- les quatre neuf, on annonce Cent cinquante ! et la valeur est de 150 points ;
- les quatre valets, on annonce Deux cents ! et la valeur est de 200 points ;

Lorsqu’un joueur possède le roi et la dame d’atout, on dit qu’il a le stöck (prononcer « chteukr »). Il s’agit d’une annonce particulière; elle vaut 20 points, et elle annoncée et notée uniquement lorsque les deux cartes sont découvertes : 
- soit lorsqu’il fait partie d’une annonce de l’équipe marquant les annonces (il est alors courant d’annoncer mit — abréviation de mit stöck, soit avec stöck en allemand — avec l’annonce, par exemple : « trois cartes mit ! »),
- soit lorsque la deuxième carte est posée, avant que la plie soit retournée.

Les annonces, sauf pour le stöck, sont faites par chaque joueur lorsqu’il pose sa première carte d’une donne et avant que le joueur suivant ait posé la sienne. Seule l’équipe qui fait l’annonce la plus élevée marque l’ensemble de ses annonces. L'autre équipe ne marque rien, sauf pour le stöck qui est marqué même si une équipe adverse avait une annonce plus élevée.
Un joueur peut avoir plusieurs annonces, mais une carte ne peut pas être utilisée pour plusieurs annonces (par exemple : on ne peut pas annoncer un « Cent » avec quatre dames et un « Trois cartes » partant de l’as, il faut choisir l’annonce qui rapporte le plus de points), à l'exception des cartes du stöck, qui peuvent intervenir dans d’autres annonces.
En cas d’égalité entre les annonces, c’est l’annonce avec le plus de cartes qui prime, suivie de celle avec la plus haute carte (le buur et le nell d’atout comptant comme une autre couleur, et correspond donc à un valet ou un neuf normaux), suivie de celle en atout. En cas d’égalité, l’équipe du joueur ayant annoncé l’annonce la plus haute en premier note ses annonces (ou, selon les usages, les deux équipes marquent).
L’équipe qui emporte les annonces doit, selon les régions, montrer les cartes des annonces à l’ensemble des joueurs. Dans d’autres régions, l’équipe qui emporte les annonces doit montrer les cartes des annonces à l’ensemble des joueurs seulement si un membre de l’équipe adverse le demande (un joueur de la même équipe ne peut pas faire cette demande).
Si l'équipe adverse fait match (remporte toutes les plies et donc marque tous les points), l'annonce est nulle, et est annulée.

### Notation des points
A la fin de chaque tour, chaque équipe note ses points sur une ardoise (ou un papier). La manière de noter les points est spécifique au jass.
L'ardoise est divisée en deux dans le sens de la largeur, une moitié pour chaque équipe. Les points sont notés sur trois lignes:
- La ligne du haut est composée de coches valant chacune 100 points;
- La ligne du milieu est composée de croix, une demie croix (barre oblique) vaut 50 points et une croix entière vaut 100 points;
- La ligne du bas est composée de coches valant chacune 20 points;
- Les unités sont notées de manière numérique à droite, par addition ou par soustraction.

Ainsi une équipe qui réalise 98 points peut choisir entre plusieurs manières de noter, par exemple :
- Une coche sur la ligne des 100, et -2 écrit à droite, ou
- Une demie croix sur la ligne des 50, deux coches sur la ligne des 20 et 8 écrit à droite, ou encore
- Quatre coches sur la ligne des 20 et 18 écrit à droite

Les points des annonces sont le plus souvent inscrits immédiatement et non pas à la fin du tour.
Durant la partie, les joueurs additionnent généralement les unités au fur et à mesure de manière à n'avoir qu'un seul nombre écrit. Si la place manque, il est autorisé d'effacer des coches dans les lignes inférieures pour les remplacer par des coches dans la ligne supérieure (par exemple remplacer 10 coches de la ligne des 20 par deux coches sur la ligne des 100). 

## Règles du chibre

### But du jeu
Répartis en deux équipes de deux, les joueurs sont placés de manière alternée; l’équipe gagnante est l’équipe arrivant la première à un certain nombre de points, généralement 1 000, 1 500 ou 2 000 points selon les variantes. On dit de la première équipe qui atteint ce nombre de points qu’elle sort. Les points sont attribués par des annonces ou par les points des cartes des plies obtenus. Dès qu’un pli est retourné, ses points sont acquis.
Les équipes peuvent être décidées arbitrairement, ou tirées au sort. Dans ce dernier cas, chaque joueur tire une carte au hasard, et les deux joueurs avec les cartes les plus fortes (respectivement les plus faibles) seront dans la même équipe.

### Déroulement d'un tour
Le donneur bat les cartes, et fait couper le paquet au joueur situé immédiatement sur sa gauche; celui-ci sépare le paquet en deux tas de trois cartes au minimum, le tas provenant de la partie supérieure doit être placé près du donneur. Le donneur pose alors le paquet provenant du dessous sur le second paquet. La coupe n’est cependant pas obligatoire et le coupeur peut frapper le tas de cartes pour indiquer qu’il renonce à couper. Il donne alors les cartes dans le sens inverse des aiguilles d’une montre, généralement trois par trois, en commençant par la personne située sur sa droite.
Lors de la première donne, c’est le joueur ayant le sept de carreau qui peut choisir l’atout. Pour les autres donnes, c’est le joueur immédiatement à droite du donneur qui a ce privilège. La personne qui fait atout peut passer ce droit à son partenaire, à condition que celui-ci n’ait pas déjà fait de même. Il annonce chibre à son partenaire qui choisit alors l’atout. Si un joueur fait atout sans avoir reçu ce privilège de son partenaire, on dit qu’il fait atout en premier, sinon on dit qu’il fait atout en second. Si on joue la variante « Pique double » et que l'atout choisi est pique, les points de la partie compteront doubles, annonces comprises. Certaines variantes n'autorisent pas le « chibre » (le fait de transférer la responsabilité de l'atout à son partenaire) lors de la première donne, afin de diminuer l'avantage que possède l'équipe qui commence à choisir l'atout. 
Quel que soit le joueur ayant fait atout, c’est le joueur ayant le sept de carreau qui pose la carte de son choix sur le tapis lors de la première donne. Dans les donnes suivantes, c’est la personne immédiatement à droite du donneur qui joue en premier. D’une personne qui joue en premier dans un pli on dit qu’elle a la main.
Le joueur qui a la main joue une première carte, à sa convenance. Le joueur à sa droite pose alors une carte, et ainsi de suite jusqu’à ce que chaque joueur ait posé une carte, en accord avec les règles suivantes:
- Un joueur doit poser une carte de la même couleur que celle du joueur qui à la main. S’il n’a pas de carte de la même couleur — on dit qu’il ne peut pas suivre — il peut poser une carte quelconque.
- Qu’il puisse ou non suivre, il peut également couper, c’est-à-dire poser une carte de la couleur atout. Néanmoins, si un joueur a déjà coupé, il n’est pas autorisé de poser un atout de valeur inférieure à celui ayant été précédemment posé (ce que l'on nomme sous-couper), sauf s’il ne dispose plus d'autres cartes.
- Un joueur qui possède le buur, ou valet d’atout, n’est pas obligé de le jouer, même si la couleur de base de la plie est celle d’atout et que c’est la seule carte de cette couleur qui reste dans sa main. Dans un tel cas, on dit communément que la personne qui l'a en mains « chinde » le buur.

Le joueur qui a posé soit l’atout le plus élevé, soit, si aucun atout n'a été joué, la carte la plus élevée de la couleur posée par le joueur qui a la main, gagne la plie pour son équipe. Il le ramasse, et les points qui le constituent sont attribués immédiatement à l’équipe (pour des raisons pratiques, ils sont néanmoins notés à la fin de la donne seulement). Ce joueur prend la main et pose la première carte de la plie suivante.
Lorsque les joueurs n’ont plus de cartes, le tour s’achève. L’équipe remportant la dernière plie obtient 5 points supplémentaires (Cinq de der).
Lorsqu’une équipe a remporté toutes les plies à la fin du jeu, on dit qu’elle a fait match et elle obtient 100 points supplémentaires (soit 257 points gagnés au total, ou 514 points gagnés si pique double). Dans le cas où le match est réalisé par l'équipe n'ayant pas choisi l'atout, on parle ironiquement de « match à rebours ». Si une équipe fait un match, alors l'annonce de l'équipe adverse est annulée, à l'exception du stöck.
Le joueur situé à droite du donneur actuel devient le nouveau donneur pour le tour suivant.

### Fin de partie
La partie s’achève dès qu’une équipe atteint 1 000 points (1 500 dans le cas où les joueurs ont choisi variante pique-double), même en cours de route. On dit de l’équipe qui a atteint les 1 000 qu’elle est sortie. Si un joueur annonce erronément que son équipe a atteint ou dépassé les 1 000 points, l’équipe adverse remporte la partie.
Lorsque les deux équipes pourraient sortir lors de la même donne, il existe deux manières de les départager. Cependant la première demeure bien plus courante:
- « Premier sorti » : lors de la (potentielle) dernière manche, on suit le décompte de points jusqu’à ce qu’une des équipes passe la barre des 1 000 points. Le stöck compte en premier, puis les annonces, et finalement les points de chaque plie comptent lorsque la plie est prise[7].
- « Plus grand écart » : on joue intégralement la dernière donne, et l’équipe dont le score est le plus élevé une fois les points décomptés remporte la partie.

Une équipe qui n’a pas fait la moitié des points lorsque ses adversaires sortent est qualifiée de rubicon. Dépasser cette moitié des points est qualifiée de franchir le Rubicon.

### Stratégie
Si les cartes sont distribuées au hasard, le résultat d'un jeu de jass dépend également de la stratégie des joueurs, sachant que chacun d'entre eux joue avec un équipier dont il ne connaît pas les cartes.
Lorsqu'il doit choisir un atout, un joueur doit décider s'il fait ce choix ou passe la main à son coéquipier (chibre), au risque que celui ait de moins bonnes cartes que lui. Généralement, un joueur ne chibre pas s'il n'a que trois couleurs dans son jeu, de crainte que son coéquipier ne choisisse cette couleur comme atout.
Lors de la première plie, le joueur joue généralement sa meilleure carte d'atout, afin de forcer les joueurs de l'autre équipe à jouer leurs atouts (on parle de faire tomber les atouts). L'information la plus importante à garder en mémoire par les joueurs est le nombre d'atouts qui ont déjà été joués, et, s'ils peuvent le deviner, quels joueurs ont encore des atouts dans leur jeu.
Une fois que plus aucun atout n'est dans le jeu de l'équipe adverse, un joueur peut poser des cartes maîtresses, à commencer par les as (on parle de bock) sans crainte qu'elles ne soient prises par l'autre équipe. Il est utile pour un joueur de se souvenir de quelles cartes ont déjà été jouées, afin de savoir lesquelles de ses cartes seront potentiellement maitresses pour les plies à venir.
Si un joueur joue une carte maitresse, son coéquipier jouera généralement une carte valant des points (typiquement le 10, qui vaut 10 points mais n'est pas une carte très forte). S'il ne peut pas suivre dans cette couleur, il pourra également jouer une petite carte d'une autre couleur dont il possède une carte maîtresse, afin d'indiquer au joueur quelle couleur jouer pour un prochain tour. On parle alors de faire une annonce (qui n'a rien à voir avec les annonces liées à des séries de cartes).

## Matches aux cartes
Les matches aux cartes (tournois de jass) se jouent par équipes de deux. Ils suivent le plus souvent des règles quelque peu modifiées:
- En lieu et place d'un nombre de points à atteindre, chaque partie se joue en un nombre fixe de tours (le plus souvent 16). Ceci permet notamment de faciliter l'organisation du tournoi, dans la mesure où toutes les parties auront plus ou moins la même durée.
- Les joueurs ne choisissent pas l'atout, celui-ci est imposé dans un ordre prédéfini, par exemple successivement 4 tours pour chaque couleur.
- Le match ne donne pas droit à 100 points supplémentaires et il n'y a aucune annonce. Ainsi, chaque tour vaut exactement 157 points.
- Le classement est déterminé sur la base du total de points réalisés durant le tournoi par chaque équipe, indépendamment du nombre de victoires et de défaites.